# Louise de Savoie
Pour les articles homonymes, voir Louise de Savoie (homonymie).
Louise de Savoie, née le 11 septembre 1476 au château de Pont-d'Ain (dans le département français actuel de l'Ain) et morte le 22 septembre 1531 à Grez-sur-Loing (dans l'actuel département de Seine-et-Marne), princesse de la maison ducale de Savoie, est la mère de François Ier, le roi de France emblématique de la Renaissance.
Elle joue un rôle capital durant le règne de son fils. Deux fois régente du royaume de France, elle détient un rôle politique qui lui permettra de négocier la paix des Dames.

## Biographie

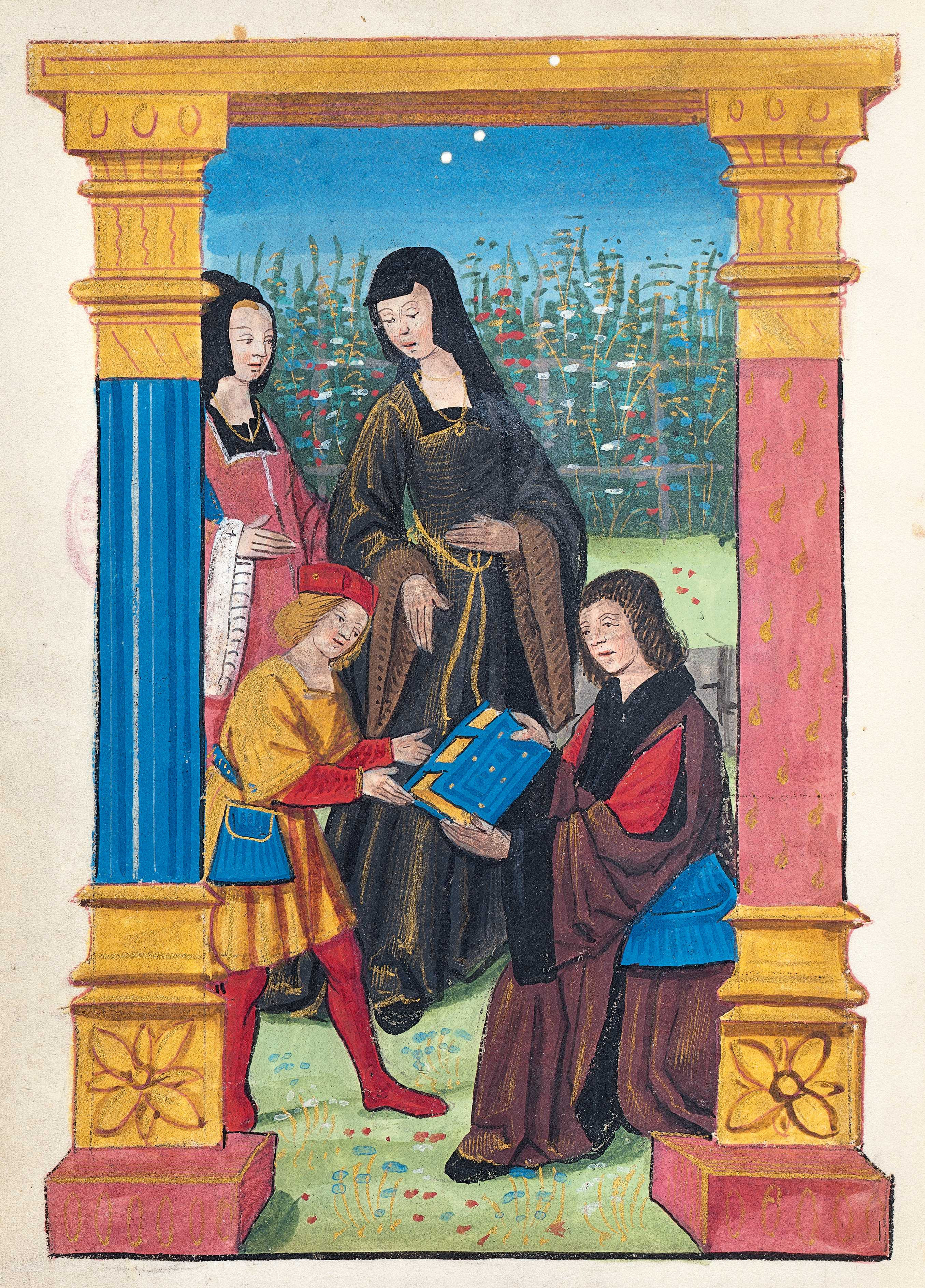
Maître de Philippe de Gueldre, « Antoine Vérard présente son livre à François d'Angoulême, en présence de Louise de Savoie et de Marguerite d'Angoulême [?] », dans Octavien de Saint-Gelais, Le Séjour d'honneur, Paris, BnF, Vélins 2239,, 1503 (enluminé vers 1506).

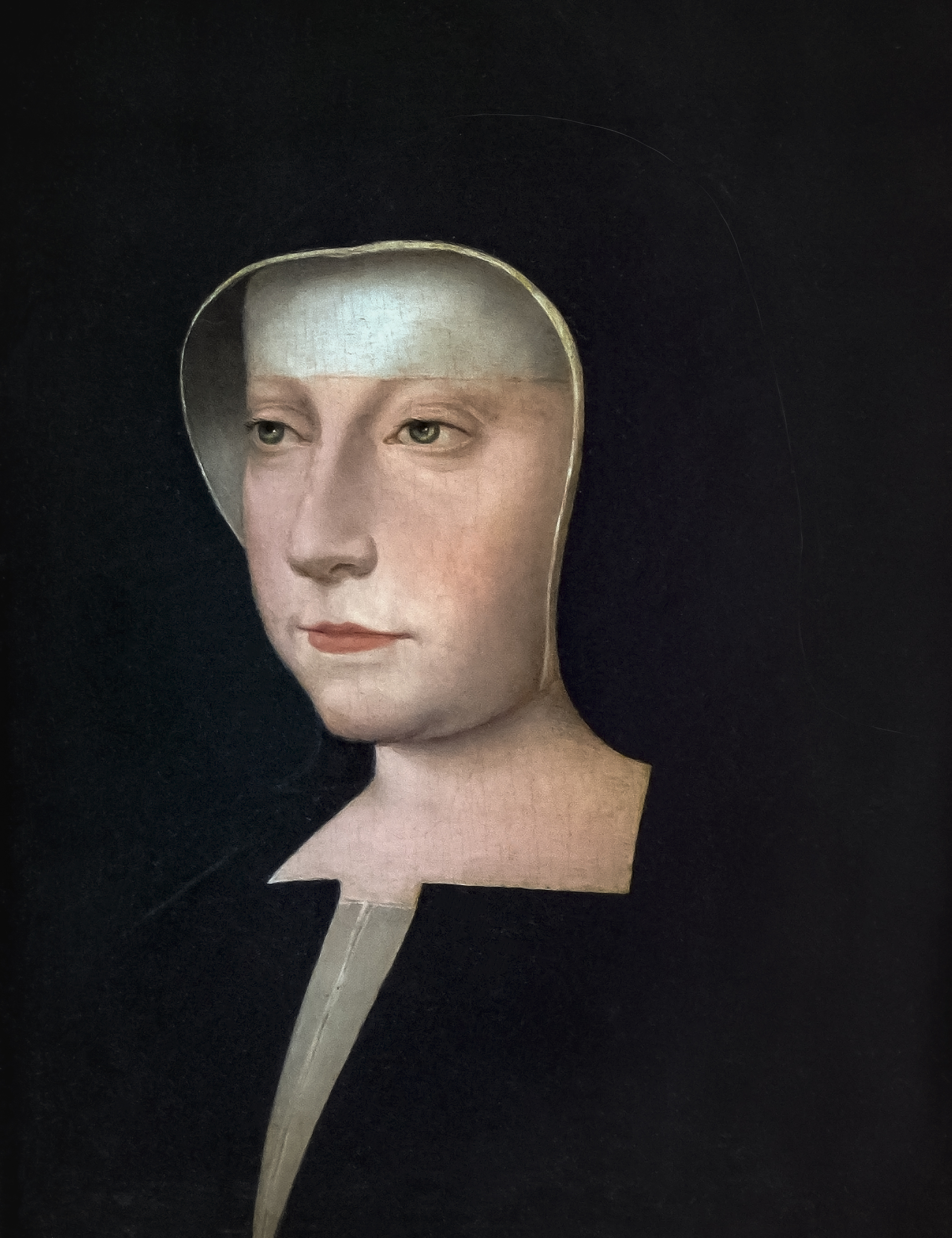
Louise de Savoie.

Louise est la fille du futur duc de Savoie Philippe de Bresse, dit sans Terre et de Marguerite de Bourbon. À la mort de sa mère en 1483, elle est confiée à sa cousine, Anne de Beaujeu, fille du roi de France Louis XI, alors régente du royaume et qui aura une influence des plus importantes pour son avenir.
En 1488, à 11 ans, elle épouse Charles d'Orléans, comte d'Angoulême, dont elle a deux enfants :
- Marguerite d'Angoulême (1492-1549), mariée en 1527 à Henri II d'Albret, roi de Navarre, mère de Jeanne III d'Albret et grand-mère du roi de France Henri IV ;
- François Ier (1494-1547), roi de France (1515-1547), cousin du roi Louis XII.

Veuve à dix-neuf ans, elle se consacre à l'éducation de ses enfants, aidée par son confesseur, Cristoforo Numai de Forlì. Conforme à sa devise Libris et liberis (« pour des livres et pour des enfants »), elle fait œuvre de mécène en commandant de nombreux manuscrits pour leur éducation. Son unique objectif devient alors de bien préparer son fils, son « César bien-aimé » à l'accession au trône, car le roi Louis XII n'a pas de descendant mâle.
Lorsque François Ier hérite du trône de France, Louise n'a que trente-huit ans. Elle ne vit que pour voir son fils auréolé de gloire. Elle est encore belle de teint, très vive et enjouée, selon Antonio de Beatis.
Elle est titrée duchesse d'Angoulême, duchesse d'Anjou et comtesse du Maine et Beaufort-en-Vallée ainsi que baronne d'Amboise après l'accession de son fils au trône de France à la mort du roi Louis XII le 1er janvier 1515.
Son rêve est enfin accompli, son fils est monté sur le trône de France et elle compte bien l'assister dans tout ce qu'il entreprend, qu'elle soit d'accord avec lui ou non. Son influence auprès de son fils est immense, c'est elle par exemple qui nomme Duprat au rang de chancelier de France ou qui joue un rôle considérable dans la disgrâce (par rancune personnelle) de Semblançay et surtout dans celle du connétable de Bourbon.

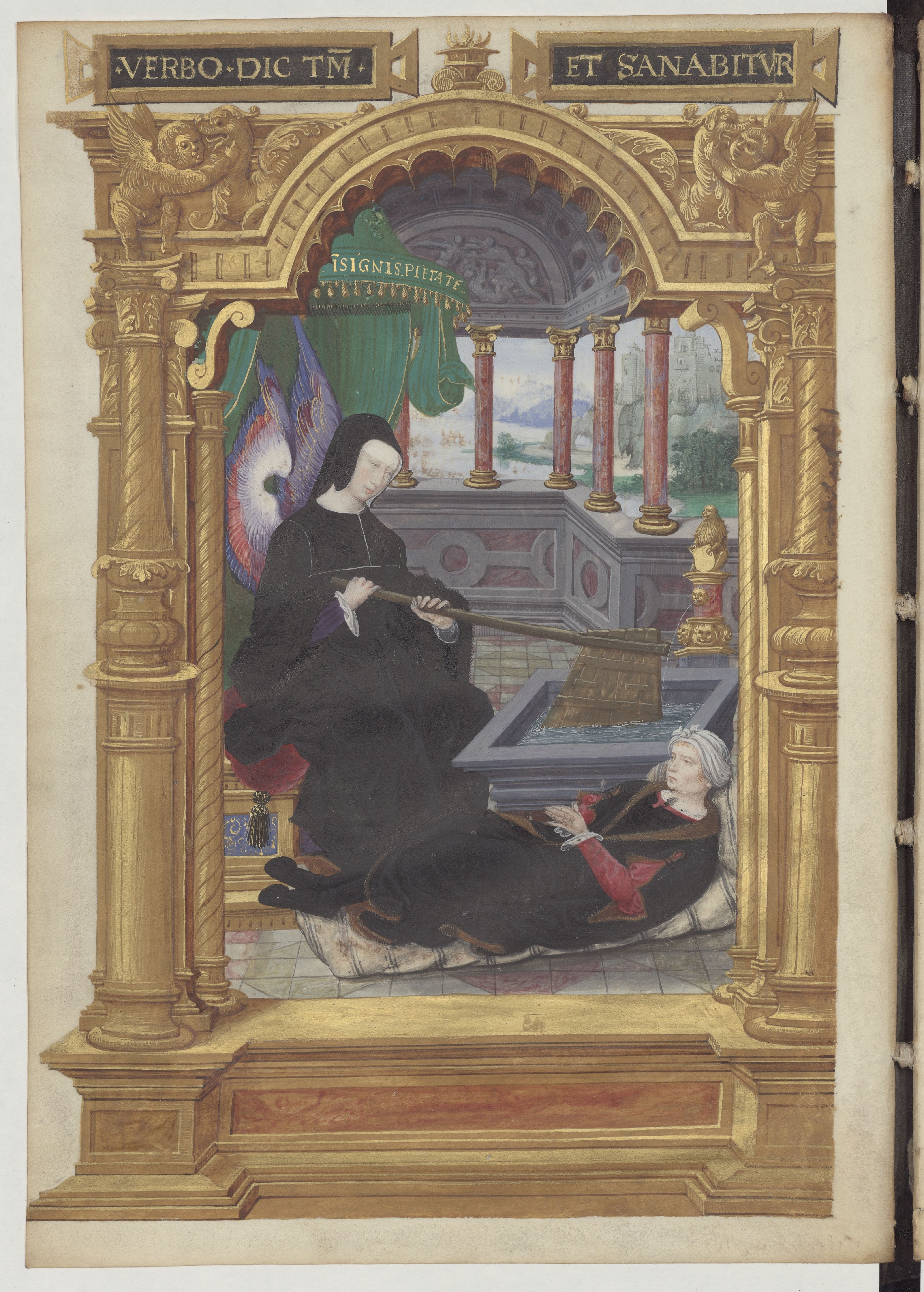
Louise de Savoie représentée avec un gouvernail, symbole de la régence. Miniature de Noël Bellemare tirée des Gestes de Blanche de Castille d’Étienne Leblanc, vers 1520-1522, Paris, BnF, département des manuscrits, ms. Français 5715.

Elle est deux fois régente de France pendant les campagnes italiennes de son fils qu'elle désapprouve d'ailleurs : en 1515, lorsqu'il partit battre les Suisses à la bataille de Marignan, puis à nouveau en 1525-1526. La régence de Louise de Savoie est de première importance après la capture du roi lors de la bataille de Pavie car, du fait de son expérience, elle peut organiser la continuité du royaume et une contre-offensive diplomatique contre l'empereur Charles Quint. Elle y déploie toute son énergie et s'illustre par ses succès diplomatiques, bien secondée par le chancelier Duprat, Florimond Robertet, son demi-frère René de Savoie, ou encore Odet de Lautrec. Bien qu'autoritaire, son action permet les alliances avec l'Angleterre de Henri VIII et l'Empire ottoman de Soliman le Magnifique, et finalement obtient la libération du roi François Ier le 19 février 1526 contre la détention de ses petits-fils aînés François et Henri.
Elle a encore l'occasion de s'illustrer en négociant, au nom de son fils, avec Marie de Luxembourg et Marguerite d'Autriche, gouvernante des Pays-Bas des Habsbourg, sa belle-sœur, tante de Charles Quint, la paix des Dames, signée à Cambrai le 5 août 1529, qui n'est toutefois qu'une accalmie dans l'affrontement entre le roi de France et l'empereur mais qui permet la libération de ses petits-enfants François et Henri (contre la modeste somme de deux millions d'écus d'or),.
Elle a une grande influence et sait diriger le royaume selon ses intérêts politiques et familiaux. Ses choix ont marqué durablement la France. Elle n'est pas étrangère non plus à la trahison du connétable Charles III de Bourbon (après avoir obtenu en héritage, par décision royale du 7 octobre 1522, les terres de la princesse Suzanne de Bourbon avant que le parlement de Paris, qui avait ordonné le séquestre des biens en litige, ne se soit prononcé) et à l'exécution du baron de Semblançay, surintendant des Finances. Mais son rôle exact dans ces deux affaires est controversé,.
Louise de Savoie, comme sa fille, Marguerite d’Angoulême, protège les premiers Réformateurs dont Jacques Lefèvre d'Étaples et les membres du cénacle de Meaux : le protestantisme se répand rapidement dans leur entourage.
Louise de Savoie meurt le 22 septembre 1531, des suites de ses maladies, alors qu'elle se rendait dans son château de Romorantin avec sa fille, pour fuir la peste qui sévissait à Fontainebleau. François, qui apprend le décès le lendemain 23 septembre, ordonne pour sa mère des obsèques dignes du « roi » : le corps est placé en l'abbaye de Saint-Maur des Fossés pour embaumement ; et une effigie de cire, honneur traditionnellement réservé au cérémonial funèbre des rois et des reines de France, est placée sur son cercueil recouvert d'un immense drap d'or frisé et d'hermine, drapée du manteau royal, coiffée de la couronne ducale, et tenant en main le sceptre.
Clément Marot la dépeint comme une sainte qui a réformé la cour de France et lui a enfin donné de bonnes mœurs, à tel point que son trépas laisse le pays et la nature sans vie, les nymphes et les dieux accourent et gémissent. Il la dépeint comme évangélique dans sa conception de la vie sociale avec une vision pastorale et traditionnelle de la manière dont on doit se conduire.

## Postérité

### Dans la littérature
- Le Désastre de Pavie de Jean Giono, 1963 ;
- Les ateliers de Dame Alix de Jocelyne Godard, 2009.
- Le roi n’avait pas ri de Guillaume Meurice, 2021.

### Dans la musique
- La lingua profetica del Taumaturgo di Paola de Giacomo Antonio Perti, 1700.

### Dans la ville
Plusieurs rues de communes françaises portent son nom : Pont-d'Ain (Ain), Cognac (Charente), Lonzac (Charente-Maritime), La Ville-aux-Dames (Indre-et-Loire), Chambéry , Annecy (Haute-Savoie), Romorantin-Lanthenay (Loir-et-Cher).
Deux collèges utilisent également son nom à Pont-d'Ain (Ain) et à Chambéry (Savoie). La commune de Romorantin-Lanthenay (Loir-et-Cher) a dénommé une école élémentaire et une maternelle, de même que la commune d'Épernay (Marne) pour une école maternelle.

### À la télévision
- Dans la série espagnole Charles roi empereur, le rôle de la reine Louise de Savoie est interprété par l'actrice valencienne Susi Sánchez.
- Dans un épisode de la saison 16 de Secrets d'histoire consacré à Marguerite de Valois-Angoulême, Louise de Savoie est interprétée par Laura Clauzel[22].

#### Iconographie principale
- Buste de Louise de Savoie au musée du Louvre (Paris)
- Miniature dans le livre d'heures de Catherine de Médicis (BnF)
- Portrait de la Fondation Bemberg à Toulouse
- Dessin au musée des beaux-arts de Rennes
- Enluminure représentant Louise de Savoie en prudence (BnF)
- Enluminure représentant deux échevins d'Amiens offrant leur livre à Louise de Savoie (BnF)